# Caballero (Coclé)
Caballero es un corregimiento del distrito de Antón en la provincia de Coclé, República de Panamá. La localidad tiene 3.501 habitantes (2010).
Fue segregado del corregimiento de San Juan de Dios, ubicándose en la parte norte del distrito de Antón.  